# 2 (Netsky)
2 è il secondo album in studio del DJ producer belga Netsky, pubblicato il 25 giugno 2012.
L'album include i singoli Give & Take, Come Alive, Love Has Gone e We Can Only Live Today (Puppy).

## Tracce
1. Love Has Gone – 4:11
2. The Whistle Song (feat. Dynamite MC) – 4:39
3. Wanna Die for You (feat. Diane Charlemagne) – 4:18
4. Come Alive – 4:09
5. Give & Take – 4:08
6. Get Away from Here (feat. Selah Sue) – 4:13
7. 911 – 3:23
8. Squad Up (feat. Jimmy Jams) – 3:44
9. Jetlag Funk – 5:18
10. Puppy – 4:20
11. When Darkness Falls (feat. Bridgette Amofah) – 3:52
12. Detonate – 3:50
13. No Beginning – 5:19
14. Dubplate Special (feat. Darrison) – 0:48
15. Drawing Straws – 4:15

CD bonus nell'edizione deluxe
1. We Can Only Live Today (Puppy) – 3:25
2. 500 Days of Summer – 4:07
3. Wanna Die for You (Metrik & Netsky Rework) – 4:40
4. Shameboy – Strobot (Netsky Remix) – 4:14
5. No Strings Attached – 5:15
6. Get Away from Here (Instrumental) – 4:15
7. Cous Cous – 4:31
8. Squad Up (Instrumental) – 3:44
9. Love Has Gone (Netsky's Love Must Go On Refix) – 3:42
10. Come Alive (Rockwell Remix) – 5:40
11. No Beginning (Downbeat Mix) – 3:31
12. Love Has Gone (Other Echoes Remix) – 4:30
13. Wanna Die for You (Live at Pukkelpop) – 4:51
14. Come Alive (Live at Pukkelpop) – 4:11
15. Give & Take (Live at AB) – 3:44

## Classifiche
| Classifica (2012)   | Posizione massima |
| ------------------- | ----------------- |
| Belgio (Fiandre)    | 1                 |
| Belgio (Vallonia)   | 74                |
| Nuova Zelanda       | 13                |
| Regno Unito         | 29                |
| Regno Unito (dance) | 2                 |